# Ceutorhynchus elegans
Espèce
Ceutorhynchus elegans est une espèce d'insectes coléoptères de la famille des Curculionidae dont la  répartition est paléarctique.